# Ладлад
Ладлад или ЛГБТ-партия — это филиппинская политическая партия лесбиянок, геев, бисексуалов и трансгендерных людей (ЛГБТ). Она была основана 21 сентября 2003 года Дантоном Ремото. Официальный девиз партии — открой сердце, открой разум (Bukas puso, bukas isip).
Цель организации сосредоточена на правах человека и на борьбе за равные права среди всех филиппинцев, независимо от того, являются ли они ЛГБТ или нет.

## Споры
Комиссия по выборам отклонила ходатайство Ладлад о допуске к участию в выборах 2010 года на основании «аморальности». Однако 12 января 2010 года Верховный суд вынес временный запретительный судебный приказ, тем самым разрешив Ладлад участвовать в выборах 2010 года.